# The Budget
The Budget es un periódico semanal escrito por miembros de las comunidades amish, menonita amish, Beachy amish y menonita desde el año 1890. Hoy en día se publica en dos ediciones: local y nacional, cada uno con diferente contenido y número de lectores.

## Historia
Su fundador y primer editor de 1890 a 1913 fue el menonita amish John C. Miller, conocido como "Budget John".  El ministro menonita Samuel H. Miller fue el segundo editor durante la década de los años 1920. Fue seguido por S.A. Smith hasta 1930, cuando su hijo toma la dirección hasta 1969; es este editor quien contribuyemente en gran medida a lo que el periódico es hoy.
Desde el año 2000, Keith Rathbun es su editor; antiguo editor del semanario alternativo Cleveland Scene, Rathbun dio a The Budget su forma digital mediante su sitio web, algo que causó mucha atención y controversia debido a la aparente contradicción en cuanto a la existencia de un sitio web amish.

## Ediciones locales
La edición local focaliza historias de interés local en muchos condados de Ohio e incluye varias páginas de contenido no específicamente amish. Es el periódico más leído en su región, que incluye los condados de Holmes, parte del condado de Tuscarawas, Wayne y Coshocton.

## Edición nacional
A pesar del nombre, la edición nacional se publica no sólo en EE. UU. sino también en otros países.